# Federico Kauffmann Doig
Federico Kauffmann Doig, född 20 september 1928 i Chiclayo, Peru, är en peruansk antropolog, arkeolog och historiker. Han har gjort stora insatser i studiet av de andinska civilisationerna, särskilt chavínkulturen och chachapoyaskulturen. Han har innehaft tjänsterna som VD för Limas konstmuseum, VD för Patrimonio Monumental y Cultural de la Nación och VD för Museo Nacional de Antropología, Arqueología e Historia del Perú. Han har innehaft en universitetsdocentur och är författare till en mångfald böcker med inriktning på arkeologi och historia.